# Bill Nagy
Bill Nagy (Salt Lake City, 26 ottobre 1987) è un giocatore di football americano statunitense che gioca nel ruolo di offensive lineman nella National Football League (NFL) e attualmente è free agent. Fu scelto nel corso del settimo giro (252º assoluto) del Draft NFL 2011 dai Dallas Cowboys. Al college ha giocato a football all’Università del Wisconsin-Madison.

## Carriera professionistica

### Dallas Cowboys
Nagy fu scelto nel corso del settimo giro del Draft 2011 dai Dallas Cowboys. Dopo aver disputato 4 partite come titolare nella sua stagione da rookie si fratturò una caviglia e fu inserito in lista infortunati il 26 ottobre 2011.
Il 15 agosto 2012, dopo essersi nuovamente infortunato alla stessa caviglia, fu tagliato dai Cowboys.

### Detroit Lions
Il 16 agosto 2012, Nagy firmò un contratto coi Detroit Lions. Il 25 luglio 2013 fu svincolato.

## Vittorie e premi
Nessuno

## Statistiche
| Partite totali      | 4 |
| Partite da titolare | 4 |

Statistiche aggiornate alla stagione 2012